# Andrea Arban
Andrea Arban (1º maggio 1961) è un ex sciatore alpino italiano.

## Biografia
Arban vinse il titolo nazionale italiano nella combinata nel 1981; non prese parte a rassegne olimpiche né ottenne piazzamenti in Coppa del Mondo o ai Campionati mondiali.

## Palmarès

### Campionati italiani
- 1 medaglia[3][4][5][6]:
  - 1 oro (combinata nel 1981)